# بوکنهوف
بوکنهوف (به آلمانی: Buckenhof) یک شهر در آلمان است که در ارلانگن-هخشتات واقع شده‌است.